# Jaroslav Antoš
Jaroslav Antoš (* 5. April 1940 in Dvůr Králové nad Labem) ist ein ehemaliger ein tschechoslowakischer Radrennfahrer.

## Sportliche Laufbahn
Antoš war im Straßenradsport und im Querfeldeinrennen (heutige Bezeichnung Cyclocross) aktiv. Von 1962 bis 1965 sowie 1967 gewann er den nationalen Titel im Querfeldeinrennen. Vizemeister wurde er 1961 und 1966.
Bei den Cyclocross-Weltmeisterschaften startete er dreimal. Er wurde 1964 25., 1965 34. und 1967 25. in den Rennen der Amateure.
Auf der Straße kam er in der Lidice-Rundfahrt 1973 auf den 6. Platz.